# Prosperity (Caroline du Sud)

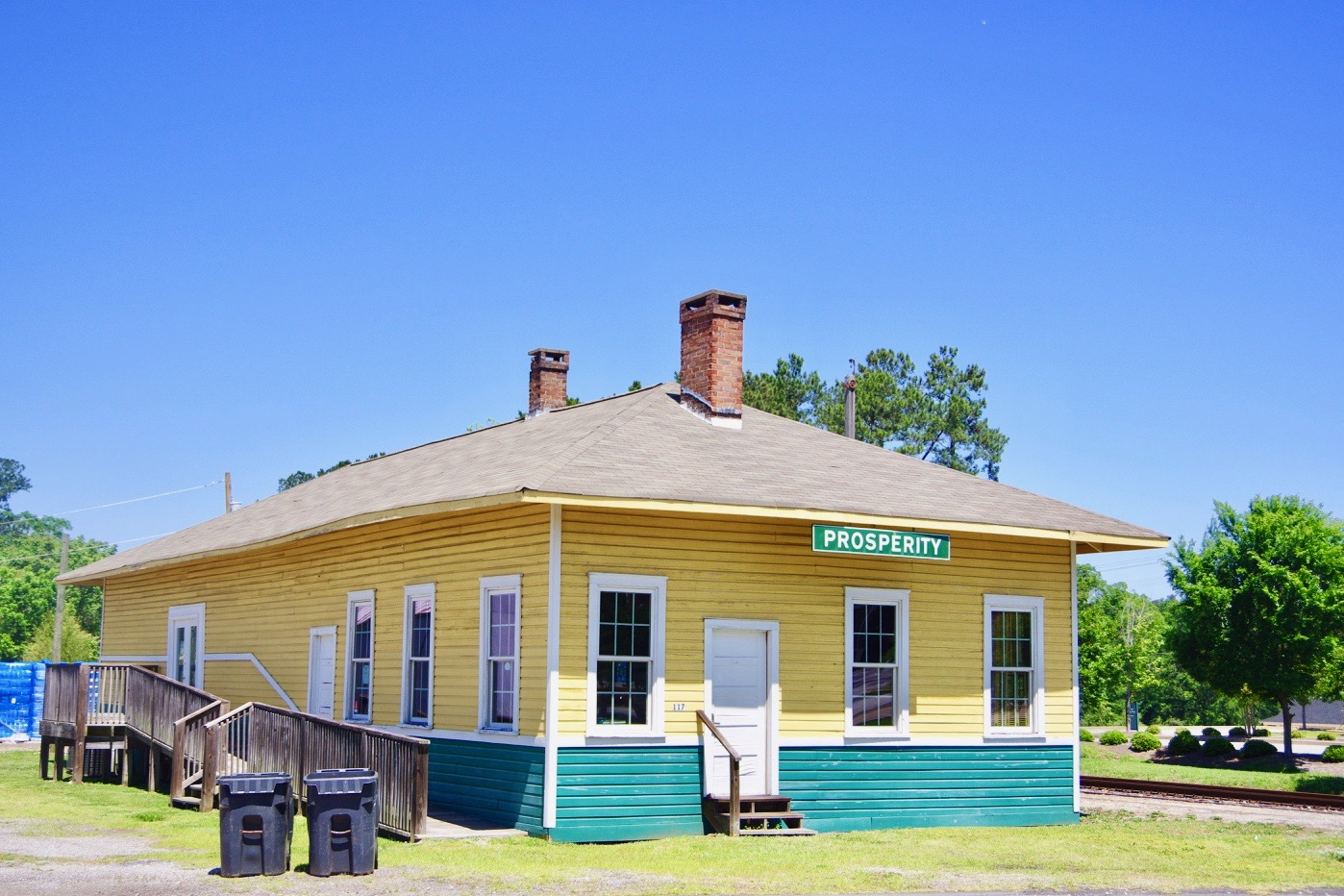
Dépôt de Prosperity

Pour les articles homonymes, voir Prosperity.
La ville américaine de Prosperity est située dans le comté de Newberry, dans l’État de Caroline du Sud. Sa population s’élevait à 1 180 habitants lors du recensement de 2010.

## Démographie
| 1880 | 1890 | 1900 | 1910 | 1920 | 1930 |
| ---- | ---- | ---- | ---- | ---- | ---- |
| 357  | 565  | 592  | 737  | 748  | 844  |

| 1940 | 1950 | 1960 | 1970 | 1980 | 1990  |
| ---- | ---- | ---- | ---- | ---- | ----- |
| 719  | 699  | 757  | 762  | 803  | 1 116 |

| 2000  | 2010  | - | - | - | - |
| ----- | ----- | - | - | - | - |
| 1 047 | 1 180 | - | - | - | - |

## Source
- (en) Cet article est partiellement ou en totalité issu de l’article de Wikipédia en anglais intitulé « Prosperity, South Carolina » (voir la liste des auteurs).